# Buenos Aires (Puntarenas)
Buenos Aires liegt in der Provinz Puntarenas des mittelamerikanischen Staates Costa Rica und ist die Kantonshauptstadt des gleichnamigen Kantons, der 12 Distrikte umfasst. Die Stadt hat Anschluss an die Panamericana.
Geographisch wird der Kanton durch die Flüsse Diques und Térraba sowie durch die Cordillera de Talamanca – ein Abschnitt der amerikanischen Kordilleren – bestimmt. Eine Sehenswürdigkeit sind hier die perfekt geformten kugelförmigen Granitfelsen: einige der Steinkugeln von Costa Rica.
Der Bezirk wurde ursprünglich von Boruca-Indianern bewohnt. Die Besiedlung durch Menschen europäischer Abstammung begann 1870, als mit dem Bau einer Straße von EL Guarco nach Boruca begonnen wurde. Innerhalb des Bezirks liegen einige Siedlungen verschiedener indigener Völker (Bribri, Cabecar, Boruca).
Die Wirtschaft wird vom Tourismus und dem Ananasanbau geprägt. Im Tourismussektor können die interessanten Angebote des Ökotourismus als Modelle für eine verbreiterte wirtschaftliche Basis der Region gelten. In diesen Projekten wird Touristen ein Aufenthalt in der Lebenswelt der indigenen Völker ermöglicht, der auch den Erwerb von Kenntnissen organischer Landwirtschaft beinhaltet.
Noch dominiert jedoch der Ananasanbau des US-amerikanischen Monsanto-Konzerns die Erwerbsgrundlage von Buenos Aires. Auf Grund der Monopolstellung des Konzerns sind die Arbeitsbedingungen aus Sicht der Arbeiter nicht hinnehmbar. Darüber hinaus werden nach ihrer Darstellung auch die Umweltgesetze durch den Konzern missachtet, so dass Insektizide von den Feldern in das Wasser der Flüsse gelangen und das Wasser nach Feststellungen des Gesundheitsministeriums ungenießbar machen. Zur Durchsetzung ihrer Forderungen nach menschenwürdigen Arbeitsbedingungen und einer gesunden Umwelt haben die Plantagenarbeiter die unabhängige Gewerkschaft Sitrupindeco gegründet.
Es gibt die Pläne, den Fluss Térraba für die Stromgewinnung aufzustauen. Hierdurch würde ein See mit beträchtlichen Abmessungen entstehen. Dieses Projekt konnte bisher wegen der fehlenden Finanzmittel nicht realisiert werden.